# Animal daninho

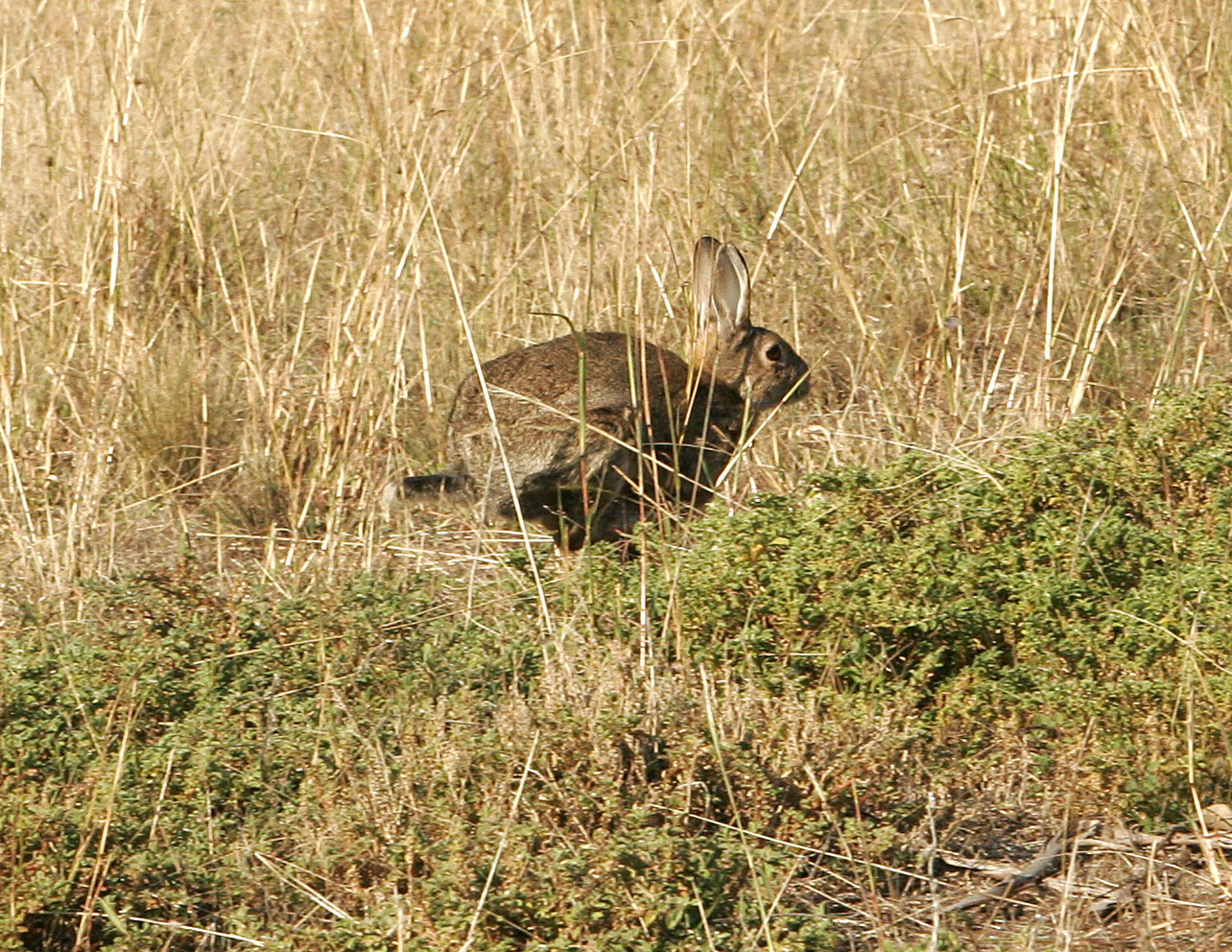
Um coelho selvagem australiano, considerado um animal daninho.

Animal daninho é a designação adotada para animais de qualquer espécie e/ou porte que causem transtornos sanitários econômicos e até comportamentais para o homem.
O termo em inglês para animal daninho, é "vermin" ou "varmint", ou ainda "vermint". Esse termo deriva do latim "vermis" (verme) e foi originalmente usado para as larvas semelhantes a vermes de certos insetos, muitos dos quais infestam alimentos.

## Definição
Os animais daninhos são basicamente animais incômodos que espalham doenças ou destroem plantações e/ou gado. Como o termo é definido em relação às atividades humanas, as espécies que estão incluídas variam por região e por atividade.
O termo animal daninho é usado para se referir a uma ampla gama de organismos, que podem incluir: roedores, baratas, cupins, percevejos, mosquitos, furões, arminhos, martas, ratos, raposas e outros.
Historicamente, entre os séculos XVI e XVII, o termo "vermin" também foi usado como um termo depreciativo associado a grupos de pessoas tipicamente atormentadas por vermes, a saber, mendigos e vagabundos, e mais geralmente os pobres.
O termo animal daninho é aplicado a animais de todo porte, desde pequenos roedores e predadores, até animais maiores como raposas e javalis - tipicamente porque eles consomem recursos que os humanos consideram seus, como gado e plantações. Os pássaros que comem cereais e frutas são um outro exemplo. O corvo-americano (Corvus brachyrhynchos), é amplamente odiado pelos fazendeiros por causa da depredação das safras, e devido a isso, existe uma estação de caça específica para os corvos, e eles podem ser abatidos livremente se representarem uma ameaça para a natureza, para a saúde pública ou para a economia. Os pombos, que foram amplamente introduzidos em ambientes urbanos, às vezes também são considerados animais daninhos.

## No Brasil
No Brasil, o animal daninho que vem chamando muita atenção nos últimos anos é o chamado (coloquialmente), "javaporco", cuja caça foi inclusive liberada devido aos grandes transtornos que vem causando.
Outro exemplo de animal de grande porte que passou a ser considerado animal daninho em algumas regiões do Brasil, é o búfalo.